# 清水ハルマン
ハルマン（はるまん、Haruman, 1950年9月19日 - ）は、長崎県出身で熊本県育ちの日本の洋画家。宇宙のイメージや曼荼羅をモチーフとした、「パラダイス界」と銘打たれた独特の世界を押し出した一連の作品で知られる。父はアイルランド系ドイツ人で幼児期に死別、母は日本人であり、本人はハーフである。

## 来歴・人物
- 1980年代初頭、現・水彩連盟理事長であり日展評議員・光風会理事である田中実に師事。師の田中をして「教える事は何もない」と言わしめた写実の技法にも長けた画家である。
- 1983年ケニア画廊新人作家登竜門にてプロの画家に。
  - 以後、国際現代美術家協会代表理事審査委員 (i.m.a)、JIAS日本国際美術家協会会員、サロン・デュ・ブラン美術協会委員を経る。
- 現在保有の主なタイトル
  - ル・サロン（フランス芸術家協会）永久会員
  - ハプスブルク芸術友好協会宮廷芸術永久会員
  - フランス国立シャガール美術館協会正会員
  - ピカソ美術館協会正会員
  - 国際美術審議会会員
  - 世界創造芸術認定作家
- 重度の呼吸器疾患（喘息）を幼少時代から抱えていたが、犬と猫（現在自宅に12頭の犬と4匹の猫を飼っている）と暮らすようになってから、発作は全く起きなくなったという。
- 日本人離れした風貌のため、よくフランス系、ロシア系に間違えられるという。1996年から3年間レギュラーゲストを務めた関西テレビ制作のバラエティ「痛快!知らぬはオトコばかりなり」では「ドイツ語は全くわからないけれど、熊本弁はばんばん出る」という、外見とは違った親しみ易い素顔を時折披露していた。
- 「美術年鑑」（美術年鑑社）「日本紳士録」（交詢社）の自己紹介欄の趣味の項目に「テレビゲーム」と書くほどのゲーム好き。